# Hüttikon
Hüttikon é uma comuna da Suíça, no Cantão Zurique, com cerca de 518 habitantes. Estende-se por uma área de 1,60 km², de densidade populacional de 324 hab/km². Confina com as seguintes comunas: Dänikon, Oetwil an der Limmat, Otelfingen, Würenlos (AG).
A língua oficial nesta comuna é o Alemão.